# Erica holtii
Erica holtii är en ljungväxtart som beskrevs av Herold Georg Wilhelm Johannes Schweickerdt. 
Erica holtii ingår i släktet klockljungssläktet, och familjen ljungväxter. Inga underarter finns listade i Catalogue of Life.